# Sinda (Sambia)
Sinda ist eine Kleinstadt mit 18.716 Einwohnern (2022) in der Ostprovinz in Sambia. Sie ist Sitz der Verwaltung des gleichnamigen Distriktes.

## Geografie
Sinda befindet sich etwa 400 km östlich der Hauptstadt Lusaka und 100 km westlich der Provinzhauptstadt Chipata, auf einer Höhe von etwa 1090 m. Im Süden der Stadt liegen die Quellen des Capoche, dem größten Nebenfluss des Luia.

## Infrastruktur
Sinda liegt an der Fernstraße T4, die Chipata mit Lusaka verbindet.